# Deutsch-Mittelafrika
Die Errichtung einer Kolonie Deutsch-Mittelafrika war ein untergeordnetes deutsches Kolonialprojekt und Kriegsziel sowohl im Ersten als auch im Zweiten Weltkrieg.

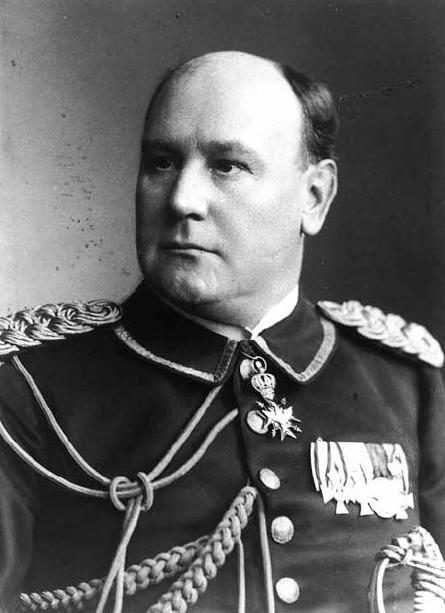
Staatssekretär Wilhelm Heinrich Solf, 1904

## Vorkriegspläne

Inoffizielle Kolonialkarte von 1887 mit unbestätigten Grenzen: Somalia, Südostangola und Nordostrhodesien sind als deutsche Besitzungen gelb markiert.

Bereits vor dem Ersten Weltkrieg gab es mehrere Versuche, das deutsche Kolonialreich auf Gebiete Zentralafrikas auszuweiten. In der Frühphase versuchte Paul Reichard Teile der späteren Provinz Katanga für Deutschland zu erwerben, auf die die Association internationale du Congo im Vertrag mit Deutschland vom 8. November 1884 zunächst verzichtet hatte. In der Anerkennung der Neutralitätserklärung des Kongo-Freistaats vom 1. August 1885 war das Gebiet aber von der deutschen Regierung dem Freistaat zuerkannt worden, so dass sie den im Februar 1886 erbetenen Reichsschutz ablehnte. Auch eine Eigeninitiative von Eduard Schulze bei Nokki am unteren Kongo stieß auf Ablehnung. Zwischen 1894 und 1911 drückte sich der deutsche Vorstoß geographisch durch den sogenannten Entenschnabel im Nordosten der deutschen Kolonie Kamerun aus. Dieser Gebietsvorsprung reichte schnabelförmig in das Gebiet des heutigen Staates Tschad. Er wurde jedoch 1911 im Tausch gegen Neukamerun an Frankreich abgetreten. Frankreichs Angebot eines Tausches des deutschen Togo gegen ein noch größeres Gebiet in Äquatorialafrika wurde nach Protesten deutscher Kolonialpolitiker und -händler fallengelassen.

### Uganda-Vertrag
Carl Peters versuchte 1890 einen Schutzvertrag mit dem König von Buganda, Mwanga II., im heutigen Uganda abzuschließen. Der Vertrag sollte den Grundstein zur Ausdehnung Deutsch-Ostafrikas zu einem deutschen Indien in Afrika legen. Die Ratifizierung des Vertrags, so die kolonialdeutsche Hoffnung, hätte Deutschland Einfluss zwischen dem Kongobecken, dem Sudan und Ostafrika verschafft. Aufgrund der Vorsicht Mwangas (der nur ein Freundschaftsabkommen schloss), der Konkurrenz Großbritanniens und des Helgoland-Sansibar-Vertrags erlangte der Uganda-Vertrag aber keine Bedeutung.

### Marokko-Kongo-Vertrag
Das infolge der Zweiten Marokkokrise geschlossene Marokko-Kongo-Abkommen vom 4. November 1911 beinhaltete die Vergrößerung der deutschen Kolonie Kamerun als Kompensation für französische Aktivitäten in Marokko. Ziel der deutschen Politik war es, einen direkten Zugang zum schiffbaren Kongo zu erhalten und sich, im Hinblick auf eine erwartete Aufteilung von Belgisch-Kongo an andere Kolonialmächte, eine günstige Ausgangsposition zur Abrundung des deutschen Kolonialbesitzes in Mittelafrika zu verschaffen. In seinen südlichen und östlichen Ausläufern erstreckte sich das vergrößerte Kamerun nun über Teile des Kongobeckens. Deutsches Gebiet reichte durch den Ssangazipfel unmittelbar bis an den Kongo. Der Ostzipfel berührte den Nebenstrom Ubangi.

### Angola-Vertrag
In den deutsch-britischen Verhandlungen zur Aufteilung der portugiesischen und belgischen Afrikabesitzungen gab es erste konkrete Pläne. Im Juli 1913 einigte sich der Regierungsvertreter von Kühlmann mit den britischen Verhandlungspartnern: Für den Fall finanzieller Schwierigkeiten Portugals sollte Deutschland Anspruch auf Angola haben, außer dem Grenzgebiet zu Nordrhodesien, sowie auf Sao Tomé und Principe, während England Mosambik bis zum Lugenda beanspruchte. Ein Vorschlag des Staatssekretärs des Reichskolonialamtes Wilhelm Solf zur Beschneidung des Belgisch-Kongo, mit Katanga und dem äußersten Nordosten an Großbritannien, der Region nördlich des Kongo an Frankreich sowie einer breiten Verbindung zwischen Angola und Deutsch-Ostafrika an das Reich, scheiterte letztlich am britischen Widerstand. Ansprüche gegen das verschuldete Portugal durchzusetzen, erschien viel leichter als gegen das wirtschaftlich prosperierende Belgien.

## Erster Weltkrieg
Zentrales Ziel der deutschen Kolonialpolitik war ein möglichst geschlossenes Kolonialreich in Zentralafrika durch Landbrücken zwischen den Kolonien Ostafrika, Südwestafrika und Kamerun.

### Pläne 1914

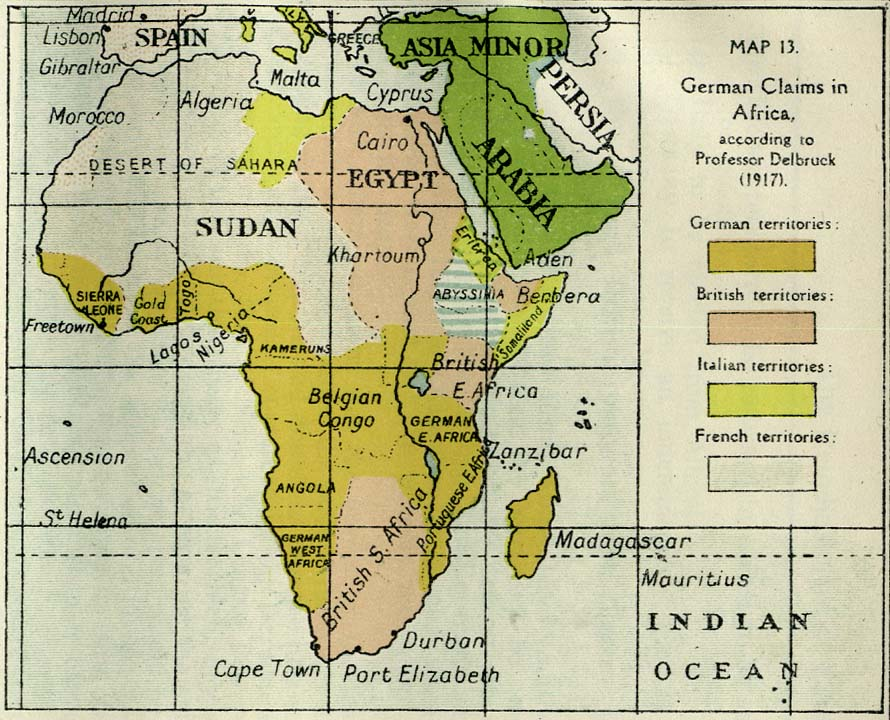
Deutsche Ansprüche in Afrika 1917 (Britische Interpretation der Forderungen von Hans Delbrück)

Weitere deutsche Ansprüche in Afrika 1917 (nach Delbrück)

Ein weiterer Vorschlag von Solf, der im August und September 1914 ein konkretes Mittelafrikaprojekt entwarf, war die Verteilung der afrikanischen Kolonien Frankreichs, Belgiens und Portugals, das Reichskanzler Bethmann Hollweg schließlich in sein Septemberprogramm einschloss.
Das neue geschlossene mittelafrikanische Kolonialreich Deutschlands sollte folgende Gebiete umfassen: Angola, die Nordhälfte von Mosambik, Belgisch-Kongo, mit den Kupfergruben Katangas als wertvollstem Einzelobjekt, Französisch-Äquatorialafrika bis auf die Höhe des Tschadsees, Dahomé und das Gebiet südlich des Niger-Bogens bis Timbuktu.
Dieses Projekt der Schaffung eines zusammenhängenden mittelafrikanischen Kolonialreiches blieb, in manchen Bereichen noch stark erweitert, fortan grundsätzlich ein Bestandteil der amtlichen deutschen Kriegsziele.

### Pläne 1916/17
Für den allseits nicht erwarteten Fall, dass die Entente auf das Friedensangebot der Mittelmächte eingehen würde, forderte Bethmann Hollweg von Generalstab, Admiralstab und Kolonialamt die Erstellung von Kriegsziellisten als Verhandlungsgrundlage, was auch sogleich geschah.
Admiralstabschef Holtzendorffs maritime Kriegsziele vom 24. Dezember 1916, von der Obersten Heeresleitung begutachtet und gutgeheißen, hatten fantastischen Charakter: Neben Stützpunkten in Nord- und Ostsee sollte zusammen mit den Azoren die erste Bresche in Englands meerbeherrschende geographische Lage gelegt werden. Als Verbindung und Schutz des Kolonialreiches sollte man Dakar oder notfalls auch die Kapverden erlangen. Zur Bedrohung der englischen Indienroute brauche man noch ostafrikanische Häfen, Sansibar und Madagaskar als Stützpunkte.
Der Staatssekretär des Kolonialamtes, Solf, verlangte in dem Kriegszielprogramm seines Ressorts, neben der Rückgabe sämtlicher deutscher Kolonien, die Konsolidierung des afrikanischen Kolonialbesitzes durch Erwerb französischer, belgischer, portugiesischer und eventuell auch englischer Kolonien zu einem „Deutsch-mittelafrikanischen Reich“. Zusätzlich forderte er die Ausdehnung dieses mittelafrikanischen Reiches nach Westen, in die wirtschaftlich entwickelten Gebiete der Rekrutierung der farbigen Franzosen.

### Pläne 1918

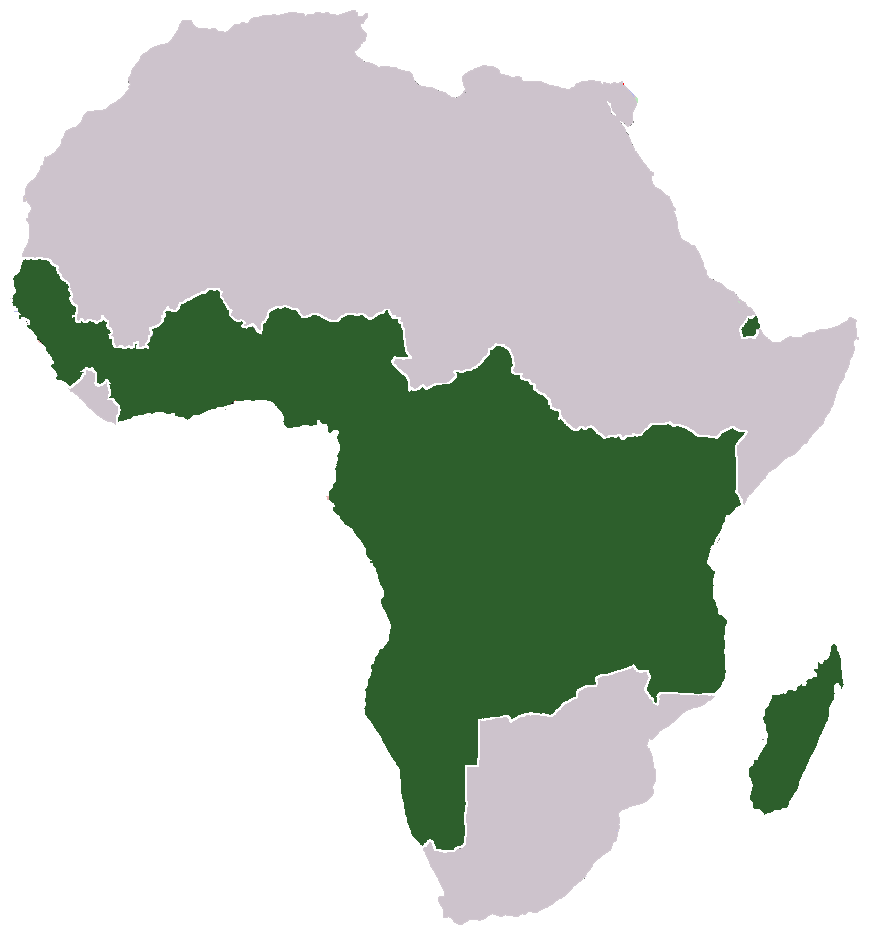
Karte des 1918 geplanten „Deutsch-Mittelafrikas“

Im Frühjahr 1918 stimmte Solf sogar den Forderungen des Deutschen Kolonialvereines zu. Diesen zufolge sollten, neben den alten Forderungen in Zentralafrika, die Flussgebiete des Senegal und Niger und südlich von diesen bis zum Meere (also mit Nigeria) an das Deutsche Reich fallen – die deutsche Kolonialherrschaft hätte sich demnach vom Kap Verde bis zum Oranje im Westen, Nordrhodesien, Nordmosambik, Uganda, Kenia, Madagaskar, die Komoren und Dschibuti im Osten erstreckt. An Stützpunkten für die Erhaltung des zukünftigen Weltreiches forderte der Admiralstab im Mai 1917 neben weltweiten Flottenstützpunkten in Afrika Dakar mit Senegal und Gambia als Hinterland (andernorts auch die Kapverdischen- und Kanarischen Inseln sowie Madeira) und Réunion.

### Bedeutung für die deutsche Politik
Insgesamt gesehen spielten das „Mittelafrikaprojekt“ und das Stützpunktprogramm in der deutschen Kriegszielpolitik aber nur eine untergeordnete Rolle, glaubte man doch, sie durch einen Sieg in Europa wie von selbst zu erreichen. Andererseits wurde das Ziel „Mittelafrika“ im weiteren Verlaufe des Krieges von liberal gesinnten Politikern mehr und mehr als Ersatz- und Ablenkungsziel für die Nation, fort von wilden Annexionsforderungen in Europa, benutzt.
Kolonien waren für Deutschland eher Aufputz und Ausdruck seiner (Welt-)Macht. Die Konzepte für ein geschlossenes Deutsch-Mittelafrika erwarteten von ihrer Verwirklichung den sichtbaren Beweis der deutschen Weltmacht und rechneten, dass das Gebiet für Deutschland die Bedeutung erlangen würde, die Indien für Großbritannien hatte. Aber Schwerindustrie und Banken hatten schon vor dem Krieg wenig Interesse an Kolonialreichen, die im Monde liegen gezeigt und drängten auf die europäische Expansion.

## Zweiter Weltkrieg
Am Vorabend des Zweiten Weltkrieges und während des Krieges wurden von deutscher Seite erneut Pläne für eine koloniale Neuordnung Afrikas aufgestellt. Wieder war ein zentralafrikanisches Kolonialreich Schwerpunkt und Hauptziel dieser Planungen. Die ursprünglichen Bestrebungen, mit Großbritannien ausschließlich auf Kosten des französischen und belgischen Kolonialbesitzes zu einem Ausgleich zu kommen, wurden 1942 zugunsten eines kolonialen Ausgleichs zwischen dem Großdeutschen Reich, Frankreich und Spanien angepasst. Im Gegensatz zum Ersten Weltkrieg erhob Deutschland keine Ansprüche mehr auf die Kolonien des inzwischen ebenfalls faschistisch regierten Portugal.

### Neuordnung ohne britische Abtretungen
Die Rückgabe der vier ehemals deutschen Kolonien in Afrika bzw. die Übergabe des Mandats über dieselben an Deutschland wurde vom Regime der Nationalsozialisten als selbstverständlich angesehen und propagiert. Über die vier ehemals deutschen Kolonien hinausgehende deutsche „Mindestforderungen“ erstreckten sich zunächst nur auf Belgisch-Kongo und Französisch-Äquatorialafrika mit Französisch-Kongo, Gabun, Ubangi-Shari (Zentralafrika) und dem Süd-Tschad bis zum Tschad-See sowie Dahome (Benin) sowie die Hafenstädte Dakar, Conakry (Guinea), Mogador (Marokko) und Agadir (Marokko) mit ihrem jeweiligen Hinterland.
Dschibuti, Tunis und der Nord-Tschad sollten an Italien fallen. Spanien forderte 1940 in der Konferenz von Hendaye Französisch-Marokko, Teile Algeriens (Department Oran: Oran mitsamt Hinterland, 67.262 km²), die Verschiebung der Südgrenze Spanisch-Saharas bis zum 20. Breitengrad und die Ausweitung des Küstengebietes von Spanisch-Guinea als Gegenleistung für einen Kriegseintritt auf Seiten Deutschlands und Italiens.
Von Großbritannien hoffte Berlin Kenia, Uganda, Nordrhodesien und Nigeria und eventuell die Goldküste (Ghana) zu erwerben, was den bereits im Ersten Weltkrieg gestellten Forderungen entsprach. Auf Sansibar, den Seychellen, den Komoren, Mauritius, Reunion, Sao Tome, Fernando Poo, Sankt Helena, den Kapverden, den Kanaren, Sao Miguel und den Azoren sollten deutsche Flottenstützpunkte errichtet werden.
Allerdings sah der schon in Hitlers Mein Kampf erwähnte Versuch, mit Großbritannien zu einer Übereinkunft auf Kosten Frankreichs zu kommen, zunächst eine Schonung des übrigen britischen Kolonialbesitzes bzw. eine Garantie des britischen Besitzstandes vor. Sollten daher von Großbritannien keine Abtretungen erlangt werden, müsste Frankreich zusätzlich große Teile Französisch-Westafrikas an Deutschland abtreten: den Großteil Nigers, Obervoltas, der Elfenbeinküste und Teile Malis südlich des Niger-Bogens, gegebenenfalls auch noch ganz Senegal, Guinea und Madagaskar. Gleiches galt auch für den Fall, dass eine Übereinkunft mit Großbritannien nicht zustande käme, die deutsch-italienische Eroberung des britischen Kolonialbesitzes aber ebenso misslänge.

### Neuordnung auf Kosten Großbritanniens
In Abweichung der ursprünglichen Eroberungspläne passte das nationalsozialistische Regime nach dem Scheitern eines Ausgleichs mit Großbritannien seine Forderungen an. Die USA und Großbritannien hatten sich darauf geeinigt, keinen Separatfrieden mit dem Großdeutschen Reich zu schließen („Washington Pakt“ vom 1. Januar 1942 im Rahmen der Arcadia-Konferenz). Schon 1941 hatte Deutschland auch Anspruch auf die Goldküste (Ghana), Sierra Leone, Gambia, Njassaland und Südrhodesien erhoben. Im Januar 1942 umriss Ernst Woermann, Unterstaatssekretär im Auswärtigen Amt stattdessen Zugeständnisse an Vichy-Frankreich: Für die deutschen Kolonialforderungen wurden Vichy-Frankreich in Westafrika Kompensationen auf Kosten des britischen Kolonialbesitzes in Aussicht gestellt. Großbritannien sollte seinen gesamten afrikanischen Kolonialbesitz an Deutschland und seine Bundesgenossen Spanien und Italien sowie an Frankreich und die Südafrikanische Union verlieren.
Für das zentralafrikanische Kolonialreich Deutschlands sollte Frankreich demnach neben der Rückgabe Kameruns „nur“ noch Französisch-Äquatorialafrika (bis zum Tschad-See) abtreten. Für einen zukünftigen „Judenstaat“ unter deutschem Protektorat forderte Deutschland auch noch Madagaskar. Für Madagaskar (und Syrien) sollte Frankreich mit der Westhälfte Nigerias, der Goldküste, Sierra Leone und Gambia entschädigt werden. Sogar zum Überlassen der ehemals deutschen Kolonie Togo an Frankreich war Deutschland bereit.
Von Großbritannien und Belgien sollten neben Tanganjika die Osthälfte Nigerias, Uganda, Kenia, Nordrhodesien und Kongo an Deutsch-Zentralafrika fallen. Südrhodesien sollte Südafrika überlassen werden. Auf die britischen Kolonien Sudan und Somaliland erhob Italien Anspruch.
Für eine Berücksichtigung der italienischen Ansprüche und den deutschen Versuch, neben Vichy-Frankreich auch Franco-Spanien in einen Ausgleich einzubeziehen, reichten die als Kompensation zur Verfügung stehenden Gebiete jedoch nicht aus. Statt Französisch-Marokko sollte Spanien daher mit dem (Frankreich ebenfalls angebotenen) Sierra Leone und gegebenenfalls West-Nigeria und Liberia sowie einer Grenzberichtigung im Süden von Spanisch-Westsahara abgefunden werden. Im Gegenzug sollte Spanien sogar noch Spanisch-Guinea an Deutsch-Zentralafrika abtreten. Nazi-Deutschland wiederum war bereit, im Falle einer Berücksichtigung Spaniens Frankreich gegenüber auf den Süd-Tschad und Ubangi-Schari (Französisch-Zentralafrika) zu verzichten. Entsprechende Verhandlungen zwischen Hitler, Franco und Pétain scheiterten jedoch.

### Ägypten und Südafrika
Für das formal unabhängig zu belassende Ägypten schwebte den faschistischen Verbündeten die Übernahme sämtlicher bisher Großbritannien vorbehaltenen Sonderrechte durch Italien vor, während das Deutsche Reich (auf französische Kosten) eine Mehrheit der Suezkanal-Aktien zu erwerben trachtete.
Die Südafrikanische Union sollte vollständig aus britischem Einfluss gelöst und als Verbündeter Deutschlands gewonnen werden. Dazu erkannte Deutschland eventuelle Ansprüche Südafrikas auf Südrhodesien und eventuell Betschuanaland (Botswana), Basutoland (Lesotho) und Swasiland an. Über die bereits unter südafrikanischer Verwaltung stehende ehemalige Kolonie Deutsch-Südwestafrika (Namibia) sollte eine Verhandlungslösung gefunden werden. Von der südafrikanischen Seite wurden diese Ziele besonders durch Oswald Pirow, einem rechtsextremen Politiker und mehrfachen Minister, ihrem Wesen nach unterstützt.

### Aufgabe der Kolonialpläne
Mit der endgültigen italienischen Niederlage in Äthiopien (Schlacht von Gondar im November 1941), der Niederlage des deutsch-italienischen Afrikakorps vor El-Alamein (November 1942), der darauffolgenden Besetzung der französischen Kolonien in Nordafrika durch Briten und US-Amerikaner (Operation Torch im November 1942) und der deutschen Niederlage bei Stalingrad (Januar 1943) gab es keine Aussicht mehr auf direkte militärische Eroberungen in Afrika und im Nahen Osten. Anfang 1943 beendete ein im Auftrag Hitlers von Martin Bormann erlassener Befehl jede Tätigkeit auf kolonialem Gebiet. Alle bisher Vichy-französischen Kolonien befanden sich zu diesem Zeitpunkt bereits unter der frei-französischen Kontrolle de Gaulles, waren also nicht mehr verfügbar. Im Mai 1943 kapitulierte das deutsch-italienische Afrikakorps.
Im Gegensatz etwa zur deutschen Seekriegsleitung maß Hitler fernen afrikanischen Besitzungen ohnehin eher eine untergeordnete Rolle bei. Für ihn standen (wie schon für die extreme Rechte im Ersten Weltkrieg) Gebiete in Osteuropa, die sich direkt an den deutschen „Lebensraum“ anschließen ließen, im Vordergrund.